# Dipartimento della Sambre e Mosa
Sambre e Mosa (in lingua francese: Sambre-et-Meuse sɑ̃bʁ.e.møz, in olandese Samber en Maas, in fiammingo occidentale Samber en Moas) è stato un dipartimento della Prima Repubblica francese e poi del Primo impero francese il cui territorio si trova interamente nell'attuale Belgio. Il suo nome deriva dai fiumi Sambre e Mosa. La capitale era Namur.

## Suddivisione amministrativa
Il dipartimento era suddiviso nei seguenti arrondissement e cantoni (situazione al 1812):
- Namur, cantoni: Andenne, Dhuy, Fosses, Gembloux e Namur (2 cantoni).
- Dinant, cantoni: Beauraing, Ciney, Dinant, Florennes e Walcourt.
- Marche, cantoni: Durbuy, Erezée, Havelange, La Roche, Marche e Rochefort.
- Saint-Hubert, cantoni: Gedinne, Nassogne, Saint-Hubert e Wellin.

Il dipartimento aveva nel 1812 una popolazione di 180.655 abitanti e una superficie di 457.922 ettari (4.579,22 km²).